# Euagrotis associans
Euagrotis associans là một loài bướm đêm trong họ Noctuidae.